# Elixir (gruppo musicale)
Gli Elixir sono un gruppo musicale inglese NWOBHM fondato nel 1983 da Steve Bentley, Kevin Dobbs, Nigel Dobbs e Phil Denton.

## Storia del gruppo

### 1983-1990
Fondati nel novembre del 1983, gli Elixir, il cui nome fu ideato da Steve Bentley,, completarono la loro formazione con l'ingaggio di Sally Pike come cantante. Dopo qualche demo e alcuni live però la band decise di allontanarlo per reclutare nel 1984 Paul Taylor. Nello stesso anno, il chitarrista Norman Gordon entrò nella band, prendendo il posto lasciato libero da Steve Bentley.
Nel 1985 la band pubblicò il suo singolo di debutto "Treachery (Ride like the Wind)" / "Winds of Time". Nel 1986 fu il turno del primo album, denominato The Son of Odin, inserito poi nel 2005 dal magazine Terrorizer nella top 20 dei power metal albums of all time, al fianco di dischi quali Painkiller, Keeper of the Seven Keys - Part II e King of the Dead.
Il secondo disco degli Elixir, Lethal Poison, uscì con titolo Sovereign Remedy nel 1988 con al basso Mark White e l'ex Iron Maiden Clive Burr alla batteria. Fu riedito in modo ufficiale nel 1990. Nel 1989 intanto Stevie Hughes sostituì Burr e, a fine anno, fu Phil Denton a lasciare la band, rimpiazzato da Leon Lawson.
La band si sciolse nel 1990.

### 2001-oggi
Nel 2001 il gruppo si riunì con Paul Taylor, Phil Denton, Norman Gordon, Kevin Dobbs e Nigel Dobbs e nel 2003 pubblicò l'album The Idol, con materiale inedito degli anni ottanta.
Nel 2006 gli Elixir pubblicarono il disco Mindcreeper sotto l'etichetta discografica Majestic Rock.
Nel 2010 è uscito nei negozi il disco All Hallows Eve, sotto la loro etichetta discografica CTR.

## Formazione

### Formazione attuale
- Paul Taylor - voce (1984-1990, 2001-2012, 2019-presente)
- Phil Denton - chitarra (1983-1989, 2001-2012, 2019-presente)
- Norman Gordon - chitarra (1983-1989, 2001-2012, 2019-presente)
- Luke Fabian - basso (2019-presente)
- Nigel Dobbs - batteria (1983-1987, 2001-2012, 2019-presente)

### Ex componenti
- Sally Pike - voce (1983)
- Stevie Bentley - chitarra (1983-1984)
- Mark White - basso (1987-1990)
- Kevin Dobbs - basso (1983-1987, 2001-2012, 2019)
- Clive Burr - batteria (1988)
- Stevie Hughes - batteria (1989-1990)

## Discografia
Album in studio
- 1986 - The Son of Odin
- 1990 - Lethal Potion
- 2003 - The Idol
- 2004 - Sovereign Remedy
- 2006 - Mindcreeper
- 2010 - All Hallows Eve

Live
- 2006 - Elixir Live